# Liste der Mitglieder der National Academy of Sciences/1996
Im Jahr 1996 wählte die National Academy of Sciences der Vereinigten Staaten 75 Personen zu ihren Mitgliedern.

## Neugewählte Mitglieder
- Arthur Ashkin (1922–2020)
- Cynthia M. Beall
- Joseph A. Beavo
- Enrico Bombieri
- Karl W. Butzer (1934–2016)
- Roger A. Chevalier
- Maarten J. Chrispeels
- Robert N. Clayton (1930–2017)
- Thomas W. Cline
- Carolyn Cohen (1929–2017)
- Charles S. Cox (1922–2015)
- Carlo M. Croce
- Herman Z. Cummins (1933–2010)
- James E. Dahlberg
- Alan Dressler
- Thaddeus P. Dryja
- Setsuro Ebashi (1922–2006)
- Sam Edwards (1928–2015)
- Michael Elliott (1924–2007)
- Zachary Fisk
- Victoria A. Fromkin (1923–2000)
- Elaine Fuchs
- Elisabeth Gantt
- Ulf Grenander (1923–2016)
- James E. Hansen
- William Happer
- Henry C. Harpending (1944–2016)
- Richard O. Hynes
- Yuh Nung Jan
- Richard V. Kadison (1925–2018)
- Margaret G. Kidwell
- Elliott D. Kieff (1943–2024)
- Nancy J. Kopell
- Brian A. Larkins
- Johanna M. H. Levelt Sengers (1929–2024)
- Jacques-Louis Lions (1928–2001)
- Jane Lubchenco
- Hartmut Michel
- John F. Nash Jr. (1928–2015)
- Jeremy Nathans
- Jerry E. Nelson (1944–2017)
- Maria I. New
- Kyriacos C. Nicolaou
- Neil D. Opdyke (1933–2019)
- Larry E. Overman
- V. Radhakrishnan (1929–2011)
- Marcus E. Raichle
- Colin Renfrew (1937–2024)
- John B. Robbins (1932–2019)
- R. Michael Roberts
- Alan M. Sargeson (1930–2008)
- Robert T. Sauer
- Reinhard Selten (1930–2016)
- Thomas E. Shenk
- Edward E. Smith (1940–2012)
- Michael Smith (1932–2000)
- Christopher R. Somerville
- Timothy A. Springer
- John W. Suttie (1934–2020)
- Clifford H. Taubes
- Susan S. Taylor
- Hans Thoenen (1928–2012)
- Shirley M. Tilghman
- Alvin V. Tollestrup (1924–2020)
- Erik Trinkaus
- Koichiro Tsunewaki
- William S. Vickrey (1914–1996)
- Andrew J. Viterbi
- Richard A. Webb (1946–2016)
- William T. Wickner
- Andrew J. Wiles
- John R. Winckler (1916–2001)
- John T. Yates Jr. (1935–2015)
- Rolf M. Zinkernagel
- George Zweig